# Coccinia mackenii
Coccinia mackenii là một loài thực vật có hoa trong họ Cucurbitaceae. Loài này được Naudin ex C.Huber mô tả khoa học đầu tiên năm 1865.